# اپفندورف
اپفندورف (به آلمانی: Epfendorf) یک شهر در آلمان است که در روتوایل واقع شده‌است. اپفندورف ۳٬۵۱۸ نفر جمعیت دارد.